# Leroy Wright
James Leroy Wright (nacido el 6 de mayo de 1938 en Nueva York, Nueva York- Charlotte, 21 de marzo de 2020) fue un jugador de baloncesto estadounidense que jugó dos temporadas en la ABA y otras dos en la ABL. Con 2,05 metros de estatura, lo hacía en la posición de ala-pívot.

## Trayectoria deportiva

### Universidad
Jugó durante tres temporadas con los Tigers de la Universidad del Pacífico, en las que promedió 14,5 puntos y 21,5 rebotes por partido. En sus dos últimas temporadas fue el máximo reboteador de la División I de la NCAA, promediando 23,8 y 23,4 rebotes respectivamente. Su promedio de 1959 es el segundo mejor de la historia de la liga, solo superado por Charlie Slack, de Marshall, que en 1955 promedió 25,6. Fue elegido Co-Jugador del Año de la WCC en 1958 y 1959, compartiendo el galardón el primer año con Mike Farmer, de San Francisco y el segundo con LaRoy Doss de Saint Mary's College.

### Profesional
Fue elegido en la decimosexta posición del Draft de la NBA de 1960 por Boston Celtics, pero no fichó por el equipo, yéndose a jugar a los Philadelphia Tapers de la ABL, donde jugó dos temporadas, promediando en la primera de ellas 4,8 puntos y 6,5 rebotes por partido y en la segunda 6,9 y 9,1, hasta que la liga desapareció sin finalizar su segunda temporada.
No volvió a jugar como profesional hasta 1967 cuando ficha por los Pittsburgh Pipers de la ABA. En su primera temporada disputó 23 partidos con el equipo, 13 de ellos en play-offs, colaborando con 3,4 puntos y 6,4 rebotes en la consecución el título de campeones de liga.
Al año siguiente la franquicia se trasladó a Minnesota, donde apenas contó para ninguno de los tres entrenadores que pasaron esa temporada por la franquicia, promediando 0,8 puntos y 3,0 rebotes por partido. Trea ser despedido, se retiró definitivamente.

## Fallecimiento
Falleció a los ochenta y un años el 21 de marzo de 2020 en Charlotte.

## Estadísticas de su carrera en la NBA

### Temporada regular
| Temporada | Edad | Equipo            | Liga | P  | TIT | MIN  | TC  | TCA | %TC  | 3P  | 3PA | %3P | TL  | TLA | %TL  | R.OF. | R.DEF. | REB | ASIS | ROB | TAP | PER | FP  | PTS |
| 1967-68   | 29   | Pittsburgh Pipers | ABA  | 17 |     | 19.5 | 1.4 | 3.5 | .400 | 0.0 | 0.0 |     | 0.5 | 1.3 | .409 |       |        | 6.4 | 0.8  |     |     | 1.2 | 2.9 | 3.4 |
| 1968-69   | 30   | Minnesota Pipers  | ABA  | 10 |     | 9.5  | 0.4 | 1.3 | .308 | 0.0 | 0.0 |     | 0.0 | 0.5 | .000 | 1.2   | 1.8    | 3.0 | 0.1  |     |     | 0.2 | 1.5 | 0.8 |
| Total     |      |                   | ABA  | 27 |     | 15.8 | 1.0 | 2.7 | .384 | 0.0 | 0.0 |     | 0.3 | 1.0 | .333 | 1.2   | 1.8    | 5.1 | 0.6  |     |     | 0.8 | 2.4 | 2.4 |

### Playoffs
| Temporada | Edad | Equipo            | Liga | P  | MIN | TCA | TC | 3PA | 3P | TLA | TL | R.OF. | REB | ASIS | ROB | TAP | PER | FP | PTS | %TC  | %3P  | %FT  | MIN  | PTS | REB | AST |
| 1967-68   | 29   | Pittsburgh Pipers | ABA  | 13 | 190 | 9   | 28 | 0   | 1  | 8   | 22 |       | 73  | 8    |     |     | 8   | 30 | 26  | .321 | .000 | .364 | 14.6 | 2.0 | 5.6 | 0.6 |
| 1968-69   | 30   | Minnesota Pipers  | ABA  | 1  | 5   | 0   | 3  | 0   | 0  | 0   | 0  |       | 0   | 0    |     |     | 0   | 2  | 0   | .000 |      |      | 5.0  | 0.0 | 0.0 | 0.0 |
| Total     |      |                   | ABA  | 14 | 195 | 9   | 31 | 0   | 1  | 8   | 22 |       | 73  | 8    |     |     | 8   | 32 | 26  | .290 | .000 | .364 | 13.9 | 1.9 | 5.2 | 0.6 |